# Riot City Blues Tour
Albums de Primal Scream
Riot City Blues
(2006) Beautiful Future
(2008)
Riot City Blues Tour est le premier DVD du groupe écossais de rock indépendant Primal Scream sorti le 6 août 2007 sur le label Liberation Entertainment.

## Liste des chansons
| No  | Titre                         | Durée |
| --- | ----------------------------- | ----- |
| 1.  | Accelerator                   |       |
| 2.  | Dolls                         |       |
| 3.  | Jailbird                      |       |
| 4.  | Shoot Speed/Kill Light        |       |
| 5.  | Suicide Sally & Johnny Guitar |       |
| 6.  | Burning Wheel                 |       |
| 7.  | When the Bomb Drops           |       |
| 8.  | Hole In My Heart              |       |
| 9.  | The 99th Floor                |       |
| 10. | Medication                    |       |
| 11. | Rise                          |       |
| 12. | Swastika Eyes                 |       |
| 13. | Country Girl                  |       |
| 14. | Rocks                         |       |
| 15. | Damaged                       |       |
| 16. | Loaded                        |       |
| 17. | Movin On Up                   |       |
| 18. | Kick Out The Jams             |       |